# Progresul Briceni
El Progresul Briceni fue un equipo de fútbol de Moldavia que jugó en la División Nacional de Moldavia, la primera categoría de fútbol en el país.

## Historia
Fue fundado en el año 1992 en la ciudad de Briceni con el nombre Vilia Briceni y en la temporada 1992/93 debuta en la Divizia A, de donde sale campeón y logra el ascenso a la División Nacional de Moldavia.
En su primera temporada en primera división termina en el lugar 13 entre 16 equipos, salvando la categoría por diferencia de goles. En 1995 cambia su nombre por el de Progresul Briceni, descendiendo en la temporada 1995/96 al terminar en el lugar 15 entre 16 equipos y desaparece en 1996.
El club jugó tres temporadas en la División Nacional de Moldavia en donde ganó 20 de los 86 partidos que jugó.

## Palmarés
- Divizia A: 1

1992/93